# Dmitrij Ševčenko (atleta)
Dmitrij Igorevič Ševčenko (in russo Дмитрий Игоревич Шевченко?; Taganrog, 13 maggio 1968) è un ex discobolo russo, fino al 1991 sovietico.
In carriera ha vinto un argento mondiale nel 1993 ed uno europeo nel 1994. Il 18 agosto 1995 è stato trovato positivo ad un test antidoping al metandrostenolone. È stato squalificato due anni per doping (1996-1997).

## Palmarès
| Anno | Manifestazione | Sede       | Evento           | Risultato | Misura  | Note                                     |
| ---- | -------------- | ---------- | ---------------- | --------- | ------- | ---------------------------------------- |
| 1991 | Mondiali       | Tokyo      | Lancio del disco | 7º        | 62,90 m |                                          |
| 1992 | Olimpiadi      | Barcellona | Lancio del disco | 8º        | 61,78 m |                                          |
| 1993 | Mondiali       | Stoccarda  | Lancio del disco | Argento   | 66,90 m | Miglior prestazione personale stagionale |
| 1994 | Europei        | Helsinki   | Lancio del disco | Argento   | 64,56 m |                                          |
| 1995 | Mondiali       | Göteborg   | Lancio del disco | 8º        | 63,18 m |                                          |
| 1999 | Mondiali       | Siviglia   | Lancio del disco | 19º       | 60,80 m |                                          |
| 2000 | Olimpiadi      | Sydney     | Lancio del disco | 11º       | 62,65 m |                                          |
| 2001 | Mondiali       | Edmonton   | Lancio del disco | 4º        | 67,57 m | Miglior prestazione personale            |
| 2002 | Europei        | Monaco     | Lancio del disco | 6º        | 63,97 m |                                          |
| 2003 | Mondiali       | Parigi     | Lancio del disco | 10º       | 62,28 m |                                          |
| 2004 | Olimpiadi      | Atene      | Lancio del disco | nm        | nm      |                                          |

## Altre competizioni internazionali
1993
- Coppa Europa di atletica leggera ( Roma)